# Batalla de Cavite
La batalla de Cavite, llamado en los Estados Unidos como batalla de la Bahía de Manila, fue el enfrentamiento entre fuerzas navales estadounidenses y españolas ocurrido el 1 de mayo de 1898 en la bahía de Manila en el contexto de la guerra hispano-estadounidense.

## Preparativos estadounidenses
Diez días después de la explosión del acorazado USS Maine (15 de febrero de 1898), el comodoro Dewey, al frente del Escuadrón Asiático en Yokohama, recibió la orden de dirigirse a Hong Kong y allí prepararse para atacar Filipinas en caso de estallar la guerra con España. Dejó en Shanghái el anticuado buque de madera Monocacy y se dirigió acto seguido a Hong Kong, donde reunió sus buques, 4 cruceros protegidos, Olympia, Raleigh, Boston y Concord y el cañonero Petrel.
Una vez llegado allí —2 de marzo—, instruyó a sus tripulaciones, saliendo de la bahía de Hong Kong a hacer prácticas de tiro cada pocos días. En el mes de abril, adquirió dos mercantes, el Nanshan y el Zafiro, con carbón y otros pertrechos, e incorporó el aviso MacCulloch, armado ligeramente y perteneciente al Departamento del Tesoro. Además, reparó, pintó y puso a punto todos sus buques en los astilleros de Hong Kong.
El 22 de abril llegó un refuerzo sustancial con repuesto de municiones para el resto de la escuadra, el crucero protegido Baltimore. El mismo día recibía el telegrama de que estuviese listo para zarpar inmediatamente, ya que la guerra era inminente.
Al día siguiente estalló la guerra, teniendo 48 horas de plazo para abandonar Hong Kong según las leyes de neutralidad británica. La escuadra de Dewey salió de Hong Kong el 25 de abril y se dirigió a la vecina bahía de Mirs, donde completó su alistamiento durante otros dos días, recibiendo noticias del Consulado estadounidense sobre los preparativos españoles hasta que finalmente, el 27 de abril zarpó hacia Filipinas.

## Preparativos españoles

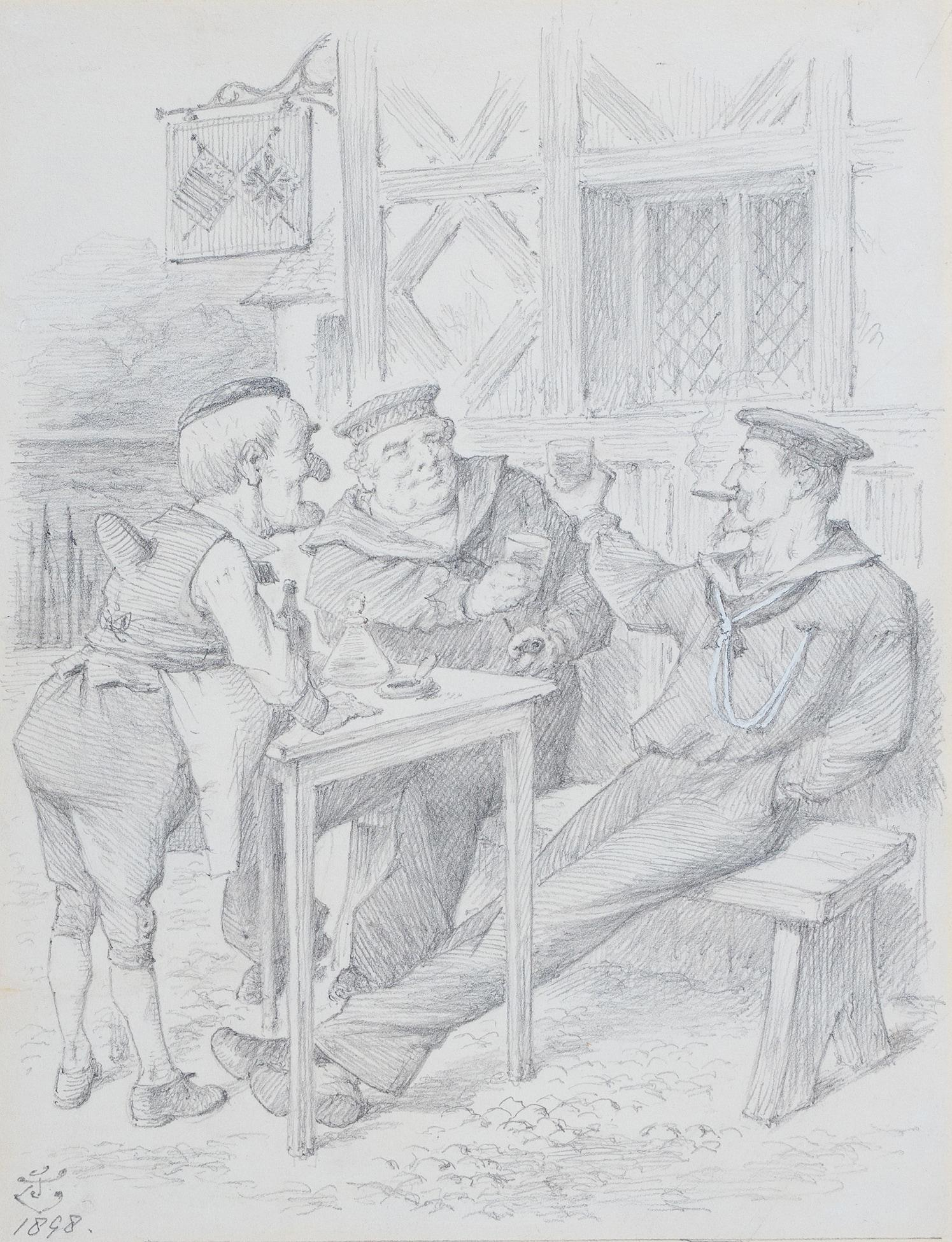
"Mr Punch and Britannia toasting the USA after their defeat of Spain at the Battle of Manila Bay" (1898), por John Tenniel

Las fuerzas navales del Apostadero se reducían a dos cruceros de más de tres mil toneladas, el Reina Cristina y el Castilla —este último, de casco de madera— y cinco cruceros de mil toneladas. Sin embargo, dos de los últimos, el crucero Velasco y el Ulloa tenían sus máquinas inútiles.
Además había tres cañoneros de 500 toneladas con algunas piezas de mediano calibre, de los que uno estaba inútil y otro destacado al sur de las Filipinas. Aparte, algunos transportes de guerra, cañoneros y lanchas guardacostas, todos armados ligeramente y que no podían intervenir en el combate.
Debido a ello, el contraalmirante Patricio Montojo y Pasarón pidió buques, cañones de costa y minas a Madrid, que finalmente decidió enviar minas, demasiado tarde para ser utilizadas en el combate.
El Ejército disponía de algunas piezas de artillería: 4 obuses de 240 mm y 6 cañones de 150 mm que pese a estar anticuados podían causar algún daño a la escuadra de Dewey, además de cañones y obuses de avancarga de escaso poder militar. A su vez, la Armada disponía de una decena de cañones de retrocarga, procedente de buques inútiles o dados de baja en Filipinas, de 160 a 120 mm, que también podrían causar daños, además de cañones de avancarga. También disponía de 14 minas de funcionamiento eléctrico.
Mientras el capitán general de las Filipinas, Fernando Primo de Rivera, era partidario de defender a toda costa Manila, el contralmirante Montojo consideraba que la ciudad podía sufrir numerosas pérdidas materiales y humanas exponiéndose a un bombardeo, y prefería batirse en Súbic, bahía de excelentes condiciones de defensa.
Ordenó que se instalaran en Subic todas las minas y 4 de los 6 cañones de 150 mm del Ejército. Las otras dos se instalarían junto al arsenal de Cavite. El resto de la artillería la repartió entre Manila (4 obuses de 240 mm y una treintena de piezas de avancarga) y las islas de Corregidor, Fraile y Caballo, en la entrada de la bahía de Manila (los cañones de la Armada). En Manila se fabricaron de forma artesanal e improvisada más de veinte minas adicionales que se situaron frente a la ciudad y junto a Cavite.
Montojo decidió no hacer por su parte prácticas de tiro debido a su escasez de municiones. El 12 de abril el general Basilio Augustín y Dávila (sin experiencia en el archipiélago), sustituyó como capitán general de Filipinas a Primo de Rivera.
Al tener noticia el 25 de abril de que la escuadra de Dewey había zarpado de Hong Kong, Montojo zarpó con la suya hacia Súbic. Allí no se había completado las obras, por negligencia o mala voluntad. En la entrada de la bahía se averió el crucero Castilla, que debió ser remolcado. Por todo ello, Montojo decidió que presentaría batalla en Cavite, ya que ni él mismo ni tampoco el nuevo capitán general querían ver Manila expuesta a un bombardeo. Fondeó junto al arsenal el 30 de abril, cuando Dewey ya había llegado a las costas filipinas.

## Flotas enfrentadas

### Flota española

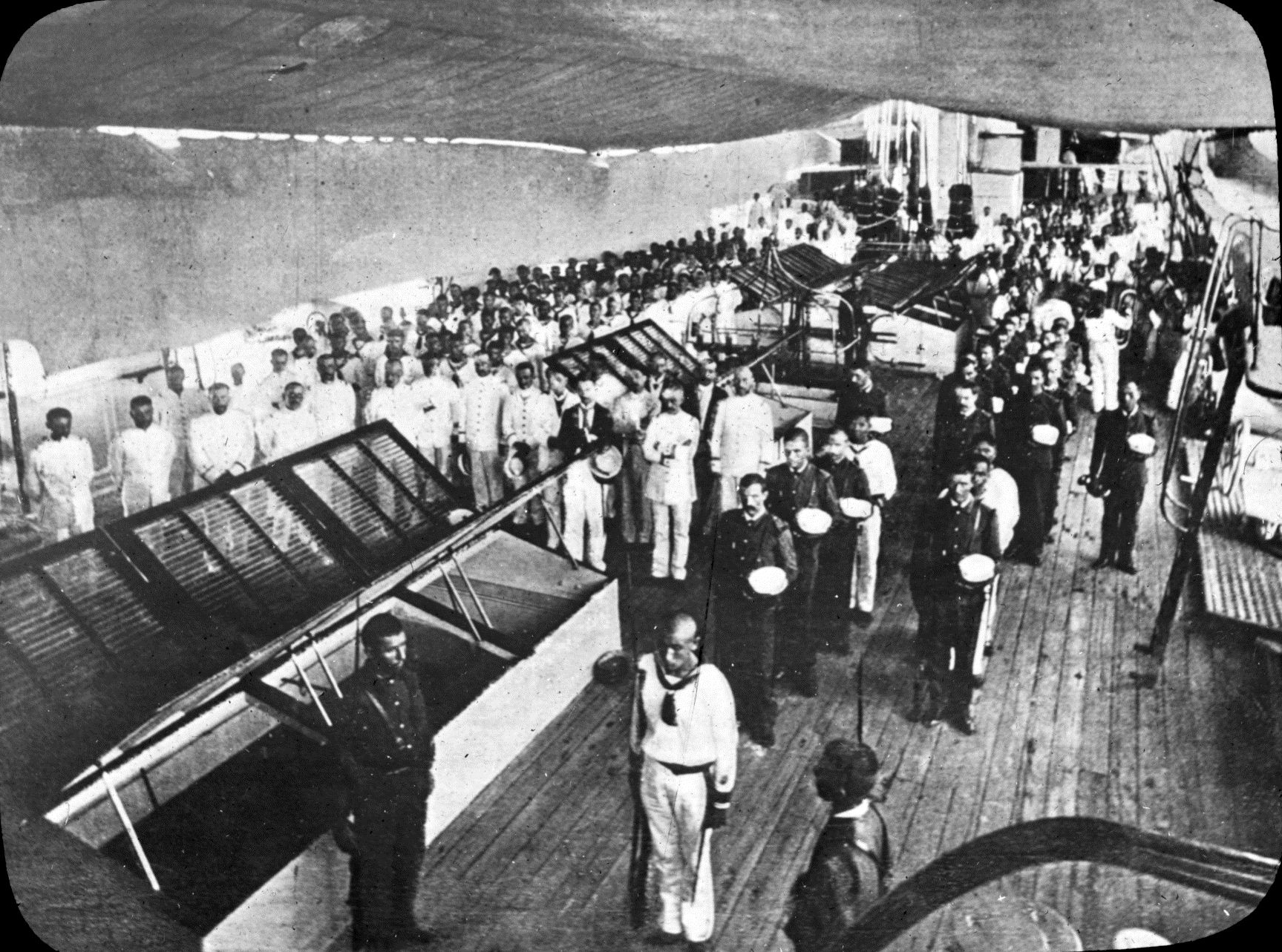
Tripulación del Reina Cristina antes de la batalla.

Al mando del contraalmirante Patricio Montojo y Pasarón.
- Su buque insignia, el crucero de primera clase Reina Cristina de 3520 t, con 6 cañones de 160 mm Hontoria y 2 tubos lanzatorpedos.

- El crucero de madera Castilla de 3342 t, con 4 cañones de 152 mm y 2 de 120 mm (Armstrong). Sin capacidad de movimiento.

- Los cruceros de segunda clase Isla de Cuba e Isla de Luzón de 1045 t con cubierta protectriz y 4 cañones Hontoria de 120 mm.

- Los cruceros de segunda clase Don Antonio de Ulloa y Don Juan de Austria de 1150 toneladas, 4 cañones Hontoria de 120 mm (aunque al Ulloa se le habían desmontado los 2 de una banda) y 2 tubos lanzatorpedos cada uno ya que estaba sin capacidad de movimiento.

- El cañonero Marqués del Duero de 500 t y 1 cañón Hontoria de 120 mm.

Reunía en total 27 cañones con calibres comprendidos entre los 160 mm y los 120 mm.

### Flota estadounidense

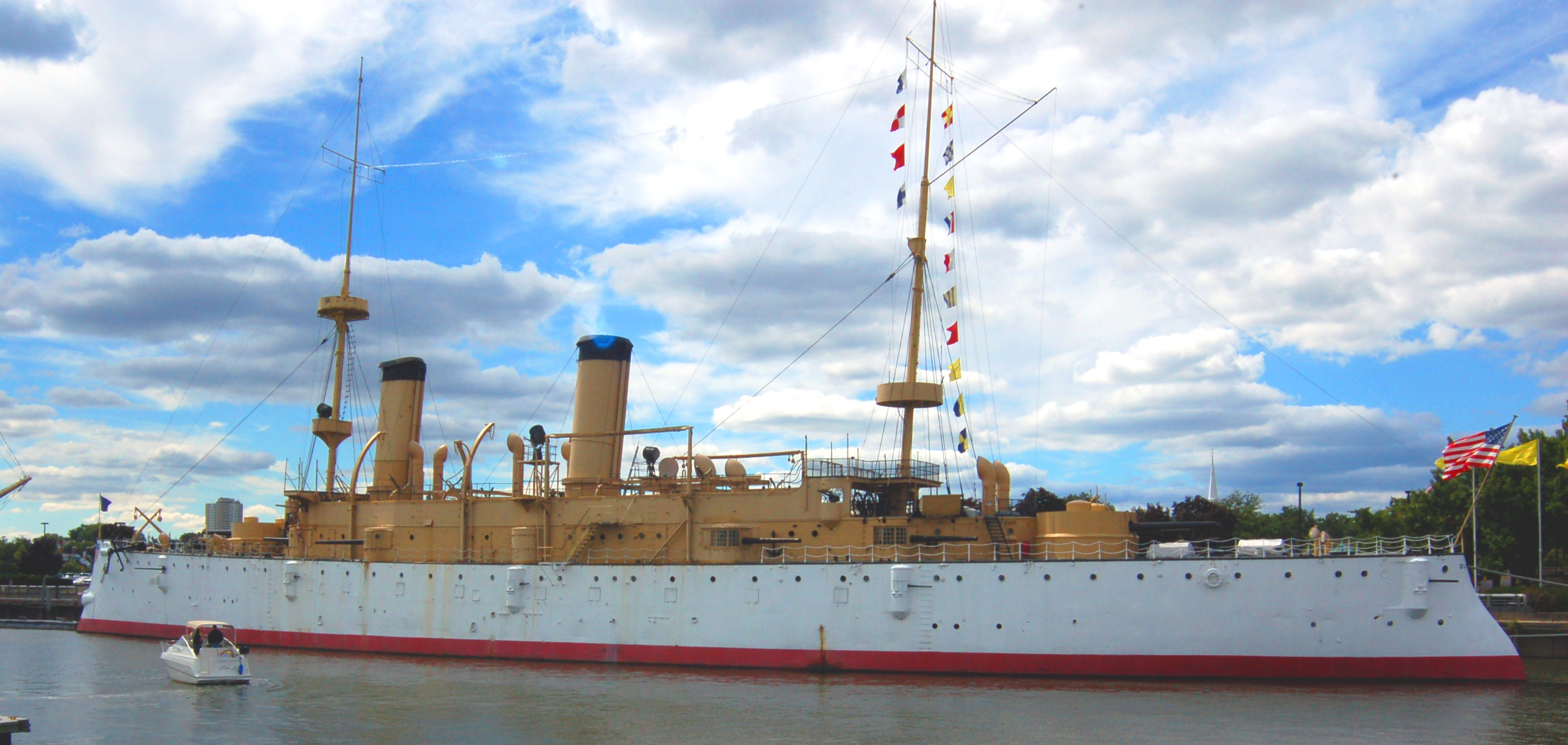
El crucero protegido estadounidense USS Olympia, el único que se conserva en la actualidad de ese conflicto.

Al mando del comodoro George Dewey.
- Su buque insignia USS Olympia (C-6) de 5870 t, con blindaje de 120 mm, 4 cañones de 203 mm y 10 de 127 mm.

- Los cruceros protegidos USS Baltimore (C-3) de 4413 t, USS Raleigh (C-8) de 3640 t y el USS Boston de 3189 t

- El clasificado como cañonero, pero de hecho con cubierta protectora, USS Concord (PG-3) de 1710 t

- El cañonero USS Petrel (PG-2) de 892 t

Reunía en total 10 cañones de 203 mm, 23 de 152 mm y 20 de 127 mm, la mitad de ellos de tiro rápido.

## El combate

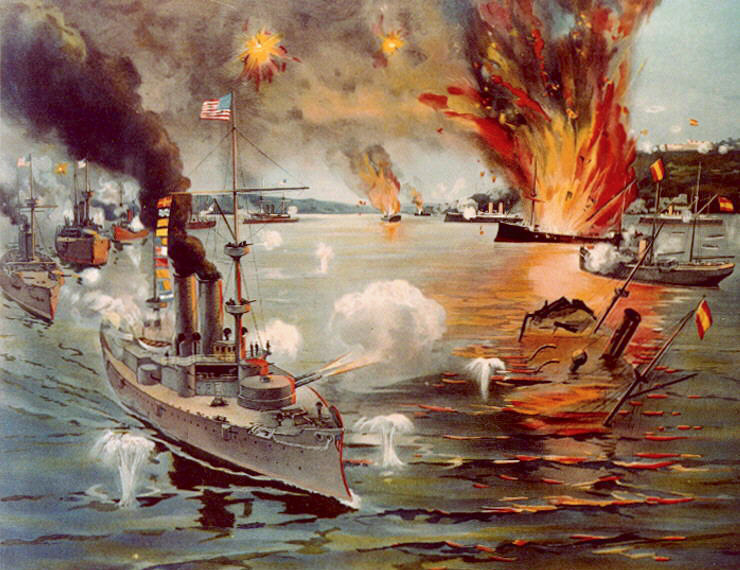
Pintura estadounidense que muestra al USS Olympia liderando el ataque a la flota española en la batalla de Cavite.

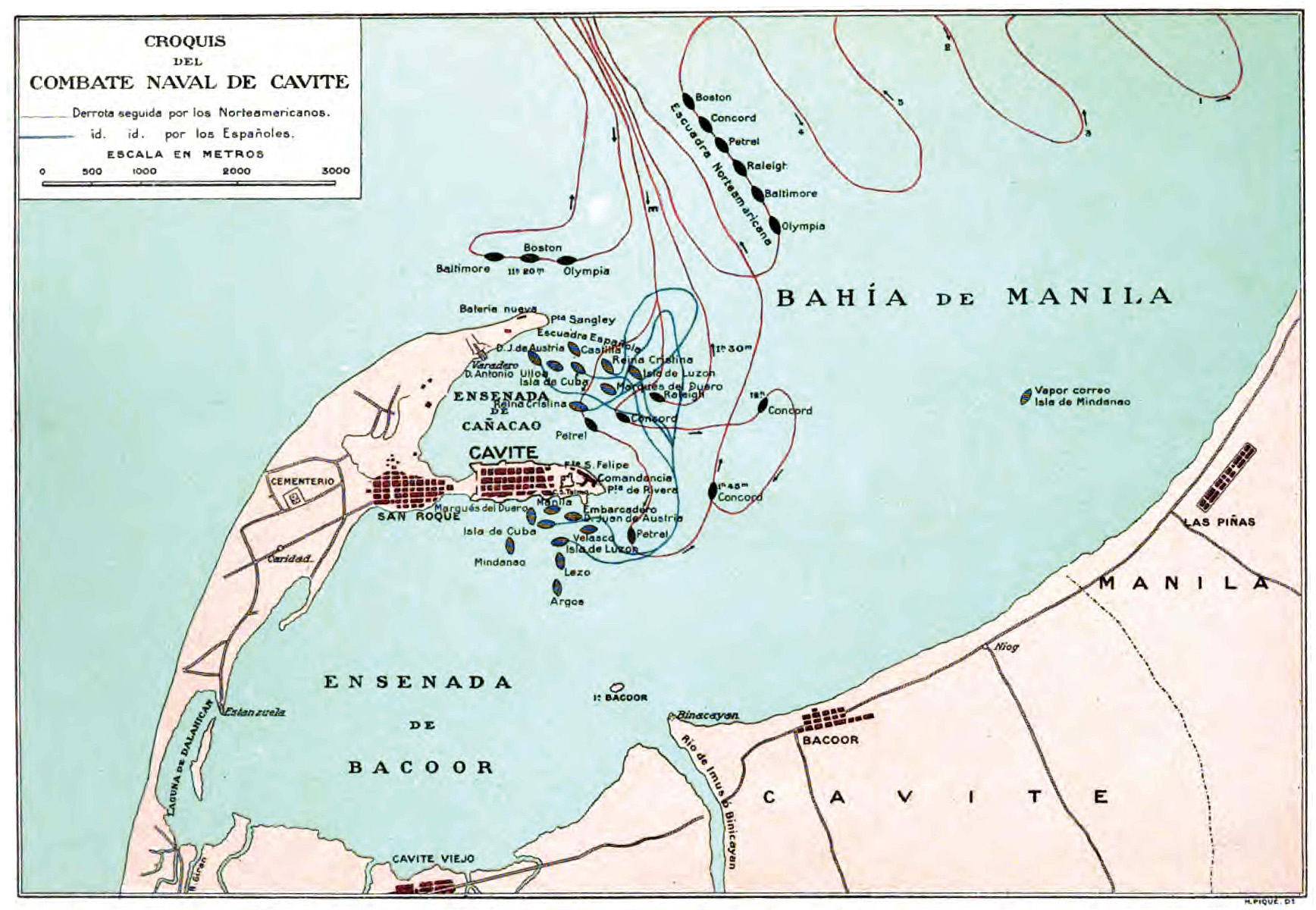
Croquis del combate naval de Cavite.

La escuadra de Dewey llegó la noche del 30 de abril a Súbic. Al no encontrar allí a Montojo, entró en la bahía de Manila sin que los cañones de la entrada hiciesen apenas un par de disparos contra él, sin ningún efecto, y llegó frente a la ciudad. Al no ver allí a la escuadra española, se dirigió hacia Cavite, donde la encontró bastante agrupada en la mañana del 1 de mayo.
Los españoles abrieron fuego cuando los norteamericanos estaban todavía a más de seis kilómetros, distancia demasiado alejada para poder hacer blanco con los medios de la época. Los norteamericanos esperaron a estar a unos cuatro kilómetros para responder. Eran las seis menos cuarto de la mañana.
La escuadra estadounidense hizo varias pasadas en línea de fila, disparando ora por una banda ora por otra, mientras los buques españoles, casi parados o totalmente quietos, les respondían. Los estadounidenses dispararon nueve veces más proyectiles que los buques españoles, debido a sus cañones de tiro rápido. Viendo que no conseguía nada, Montojo se lanzó con su insignia Cristina y el Don Juan de Austria armados de tubos lanzatorpedos, para intentar torpedear el buque insignia de Dewey. Un chaparrón de proyectiles detuvo el ataque, averiando gravemente al crucero insignia de Montojo, y forzando la retirada hacia la línea española. Los estadounidenses prosiguieron con su fuego ya a unos dos kilómetros entre las dos escuadras.
Como consecuencia de ello, los cruceros españoles mayores, el Reina Cristina y el Castilla resultaron incendiados. Habían sufrido daños considerables también el Ulloa y el Marqués del Duero. Montojo trasladó su insignia al Isla de Cuba.
A las 7:35 horas, Dewey recibía una nota borrosa que parecía indicar que solo quedaban 15 granadas por cañón de 127 mm en su buque insignia, el Olympia, por lo que decidió retirarse, sin dejar de disparar en el proceso, con toda la escuadra a la ensenada de Pampanga, donde le esperaban el McCulloch y los transportes Nanshan y Zafiro.
Mientras tanto, Montojo ordenó abandonar los incendiados Cristina y Castilla. En el proceso, murió alcanzado por una granada enemiga el comandante del Cristina, Luis Cadarso y Rey. Montojo desembarcó en Cavite para curarse de una contusión en la pierna. Allí fue felicitado por el comandante del Arsenal, Enrique Sostoa Ibáñez, por haber rechazado el ataque estadounidense. Montojo le replicó que estaba vencido y le encargó, si Dewey regresaba, varar los buques y desembarcar a las tripulaciones. Mientras tanto él mismo se marchaba a Manila.
Dewey transbordó carbón y municiones de sus transportes. Entonces se comprobó que la nota anterior era un error, y que solo se habían disparado 15 granadas por cañón de 127 mm. Sin embargo, Dewey decidió esperar a que se dispersase el humo del combate para ver cómo había quedado la escuadra española. Los incendiados Cristina y Castilla, abandonados a sus incendios, explotaron. Al oír las explosiones, Dewey regresó, disparando sobre los buques que estaban siendo varados, contra los inútiles y sin tripulación Velasco y Lezo, explotando este último por la pólvora que tenía a bordo, y también sobre el arsenal de Cavite.
De los dos cañones de 150 mm que defendían este, solo uno pudo hacer fuego durante el combate y no alcanzó ningún blanco, por tener las alzas marcando ocho kilómetros, muy por encima de la distancia real del enemigo.

## Consecuencias

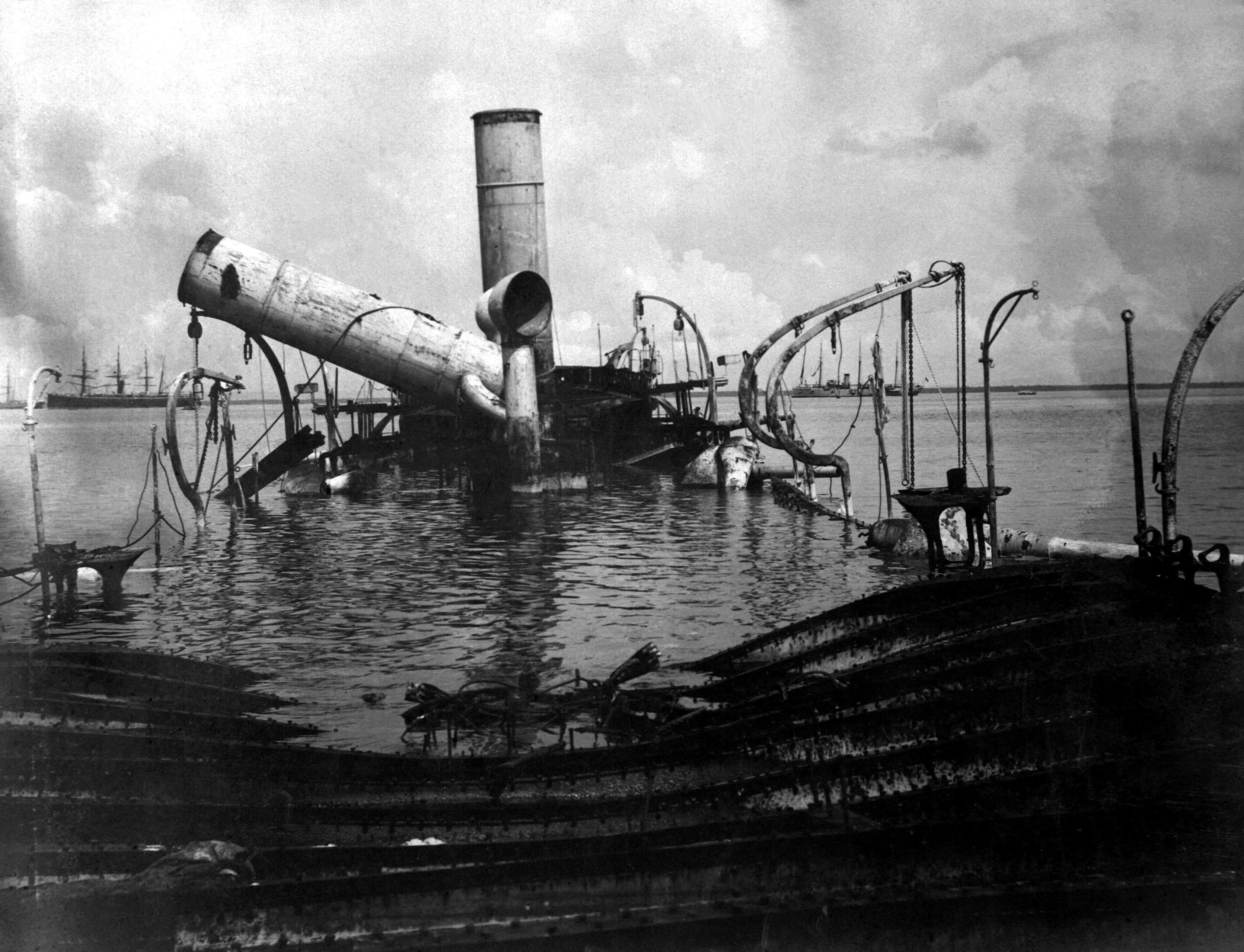
El Reina Cristina tras la batalla naval de Cavite de 1898.

Los estadounidenses prefirieron disparar mucho a disparar bien, logrando un 1 % de impactos que alcanzaron sobre todo a los dos buques mayores de Montojo. Los españoles solo lograron alcanzar al Baltimore, que perdió dos cañones por un único y afortunado disparo español, y provocar un pequeño incendio en el Boston.
Los estadounidenses reconocieron 1 muerto y 9 heridos, cifras puestas en duda tanto por las autoridades españolas como por testigos neutrales. Los españoles sufrieron 60 muertos y 222 heridos en la escuadra y 17 muertos y 49 heridos en el arsenal, y 1 herido más en uno de los buques inútiles. Con esta batalla, Dewey controló la bahía de Manila y ello animó a los filipinos a sublevarse contra los españoles. A Dewey se le ascendió a contraalmirante como recompensa por dicha victoria.
Por haber abandonado a su escuadra antes de haber finalizado el combate, Montojo fue encausado y expulsado de la Armada, readmitiéndosele más tarde en la reserva. El almirante estadounidense George Dewey habló a su favor por carta, señalando que, a pesar de la antigüedad de los barcos españoles, supo defenderse muy bien con los pocos medios de los que disponía.
De los buques españoles perdidos en el combate, los estadounidenses volvieron a poner en servicio una vez finalizada la guerra el Isla de Cuba, el Isla de Luzón y el Don Juan de Austria, que apenas habían sufrido daños durante el combate, y que estuvieron en servicio en Filipinas durante varias décadas sufriendo después suerte diversa. Los demás naufragios fueron declarados pérdida total irrecuperable y desguazados.